# Пириназ џамија
 Пириназ џамија (алб. Xhamia e Pirinazit) је џамија у Приштини.

## Опште информације
Саграђена је у другој половини 16. века, а основао ју је Пири Назир који је служио као везир под два османска султана. Пириназ џамија је направљена од истог камена као и Царска џамија, али је њена изградња почела 100 година касније.